# 니코야 반도

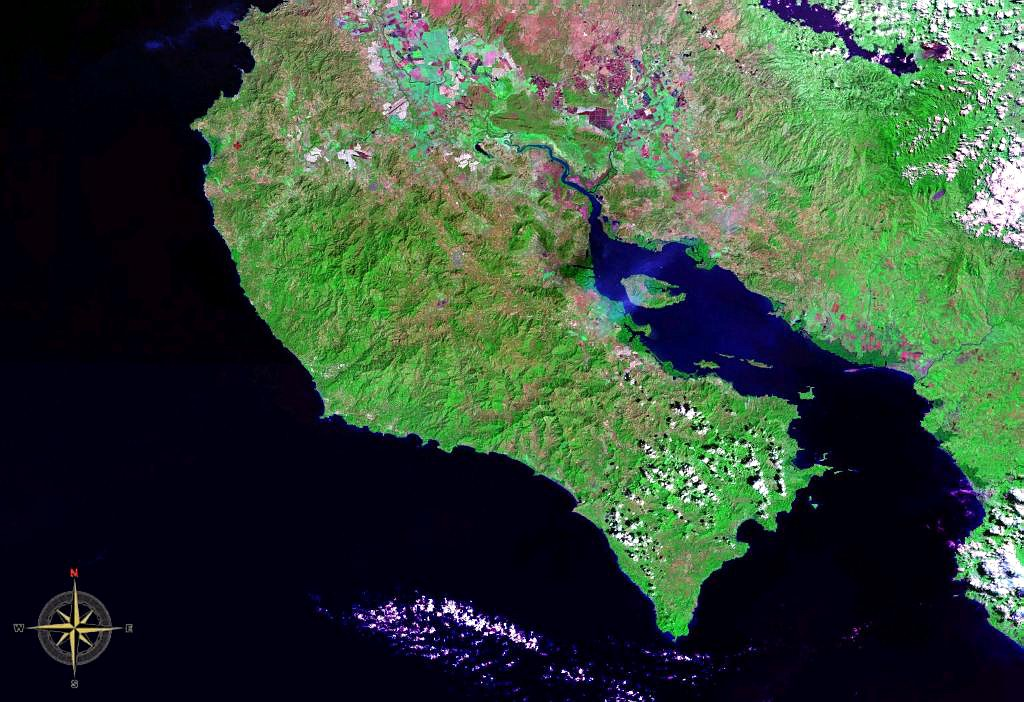
우주에서 바라본 니코야 반도

니코야 반도(Nicoya Peninsula, 스페인어: Península de Nicoya)는 코스타리카 태평양 연안에 있는 반도이다. 북부의 과나카스테주와 남부의 푼타레나스주의 두 주로 나뉜다. 10°N 85.4166667°W에 위치해 있다. 폭은 19~37마일(60km)이고 길이는 약 121km(75마일)로 이 나라에서 가장 큰 반도를 형성한다. 해변으로 유명하며 인기 있는 관광지이다.
이 지역의 주요 교통 및 상업 중심지는 코스타리카에서 가장 오래된 정착지 중 하나인 니코야이다. 페리는 본토의 푼타레나스 마을과 니코야 반도 사이를 운행한다. 인근 리베리아 (코스타리카)에는 국제공항이 있고 노사라(Nosara), 카리요(Carrillo), 타마린도(Tamarindo) 및 탐보르(Tambor)에는 소규모 국내 활주로가 있다. 이 지역은 댄 버트너(Dan Buettner)가 쓴 "Blue Zones"라는 책에도 등장했는데, 이 책은 니코야 주민들의 장수에 초점을 맞췄다.